# Jacob Dalton
Jacob Dalton (19 agosto 1991) è un ex ginnasta statunitense.

## Palmarès

### Mondiali
- 4 medaglie:
  - 1 argento (Anversa 2013 nel corpo libero)
  - 3 bronzi (Tokyo 2011 a squadre; Nanning 2014 a squadre; Nanning 2014 nel volteggio)